# Odostomia franciscana
Odostomia franciscana är en snäckart som beskrevs av Bartsch 1917. Odostomia franciscana ingår i släktet Odostomia och familjen Pyramidellidae. Inga underarter finns listade i Catalogue of Life.